# Ablerus dozieri
Ablerus dozieri är en stekelart som först beskrevs av Darling och Johnson 1984.  Ablerus dozieri ingår i släktet Ablerus och familjen växtlussteklar. Inga underarter finns listade i Catalogue of Life.